# フォーミュラ・ドリーム
フォーミュラ・ドリーム（Formula DREAM 、略称：FD）は、本田技研工業（ホンダ）が1999年から2005年にかけて運営していたジュニア・フォーミュラシリーズ。2006年以降はHondaフォーミュラ・ドリーム・プロジェクト（HFDP）として若手ドライバー育成活動を行っている。

## フォーミュラシリーズ（1999年 - 2005年）
フォーミュラ・ドリーム（FD）は鈴鹿サーキットが運営しているレーシングスクール「鈴鹿レーシングスクール・フォーミュラ」（SRS-F）の上位カテゴリーとして1999年に創立された。
過去同シリーズからは井出有治、松浦孝亮、柳田真孝などが成績優秀者として上位カテゴリー（フォーミュラ・ニッポン、SUPER GTなど）で活躍している。
2004年より制度を一部改正し、シーズンに6～7回程度行われるレースへの個別参戦が認められるようになったほか、年齢制限を撤廃。これにより将来のステップアップを目指す若手ドライバーだけでなく、自分のドライビング技術を磨きたい中堅ドライバーなどの参戦が容易になった。
2006年より、フォーミュラ・ニッポンを主催する日本レースプロモーションが新たなジュニア・フォーミュラシリーズ「フォーミュラチャレンジ・ジャパン」（FCJ）を立ち上げ、ホンダがFCJのシリーズ展開を支援することとなったため、フォーミュラ・ドリームは2005年シーズンを最後に7年間の活動を終了した。

### 特徴
「徹底したイコールコンディション」によるスキルアップと「参戦費用の安さ」を売り物にしている。
- レースに使用するマシンはシーズン中数回にわたる抽選により、定期的に参加者の間で交換される。
- シーズン全体の参戦費用がメンテナンス費用や消耗品の費用なども含めてあらかじめパッケージ化されている。
- 破損頻度が高い部品や走行性能に影響の小さい部品は低コストのものを使用する。
- 使用部品の国産化により部品の低コスト化を行う。
- データロガーシステムにより得られる走行情報を参加者間で共有し、ドライビングの詳細な比較や分析が出来る。

など、それまでのジュニア・フォーミュラで問題となりやすかった点を解決するための様々な試みや特徴がある。
シリーズチャンピオンに対しては全日本F3選手権へのスカラシップが用意されているほか、成績優秀者には翌年度のフォーミュラ・ドリーム参戦費用を割り引くなどのサポートも行われた。また一レース毎の賞金もこの種のカテゴリーでは他に例のない高額（優勝で100万円）であった。

### 使用マシン
童夢製のシャシーに無限製の2.2リッターエンジンを搭載したワンメイク。使用されたマシンは1999年から2002年はFD-99、2003年から2005年はFD-03と時期によって違うが、性能は基本的に同一であるとされる。
トランスミッションは柳川精機がFDの為に開発した前進5速後進1速のシーケンシャルシフト方式のものを、タイヤはブリヂストンがF3と同スペックのものを供給。2001年からはエンジンをオーバーレブさせた場合に、次にアクセルを全開にしたときに数秒間エンジン馬力を低下させる「ペナルティシステム」を導入している。これは単にレースを行うだけではなく、ドライバー育成を大きな目的としているためである。

### 歴代チャンピオン
- 1999年 - 井出有治
- 2000年 - 松浦孝亮
- 2001年 - 細川慎弥
- 2002年 - 柴田裕紀
- 2003年 - 武藤英紀
- 2004年 - 高崎保浩
- 2005年 - 塚越広大

## 育成プログラム（2006年 -）
前述の通り2006年からはFCJが発足したため、「フォーミュラ・ドリーム」という名称はホンダの若手ドライバー育成プロジェクト全体を指す名称として使われるようになった。トヨタ自動車のトヨタ・ヤングドライバーズ・プログラム（TDP）と並び、日本国内における若手レーシングドライバーの登龍門的存在となっている。
主な活動としては、SRS-Fを卒業した成績優秀者にスカラシップを提供し、国内のFCJ、F4、フォーミュラ・ニッポン→スーパーフォーミュラへの参戦を支援する。もしくは、海外のジュニアカテゴリへ派遣する。また、インディ・プロ・シリーズからインディカー・シリーズへ昇格する武藤英紀（2003年度FDチャンピオン）をスポンサーとして支援した。
2009年からReal Racingとタイアップして、「HFDP（Honda Formula Dream Project）」のエントラント名でフォーミュラ・ニッポンや全日本F3選手権（Nクラス）に参戦した。
2015年にホンダがF1へのパワーユニット供給を始めるにあたり、2014年よりパートナーのマクラーレンと提携して、新たな日本人F1ドライバーを輩出する取り組みを開始した。選抜されたHFDPドライバーはマクラーレンのシミュレーターでテストドライブを体験し、F1傘下のGP2（現・FIA F2）やGP3（現・FIA F3）に参戦して、スーパーライセンス発行に必要なポイント獲得に励むことになる。2017年を以てホンダとマクラーレンとのパートナーシップが終了し、2018年よりトロ・ロッソへパワーユニットを供給するため、育成プログラムもレッドブルグループとの関係が深まっている。2021年をもってホンダがF1から撤退するものの、レッドブルとのパートナーシップについては2022年以降も継続する方針を明らかにしている。

### HFDPサポート選手一覧
- 塚越広大
- 伊沢拓也
- 中山友貴
- 中嶋大祐
- 田中誠也
- 山本尚貴

- 小林崇志
- 國分一磨
- 霜野誠友
- 三浦和樹
- 野尻智紀
- 元嶋亮二

- 平峰一貴
- 中村真志
- 元嶋佑弥
- 清原章太
- 山田真之亮
- 黒崎駿

- 松下信治
- 石川京侍
- 高橋翼
- 今井拓馬
- 坂口夏月
- 福住仁嶺

- 大津弘樹
- 上村優太
- 石坂瑞基
- 阪口晴南
- 牧野任祐
- 笹原右京

- 大湯都史樹
- 名取鉄平
- 角田裕毅
- 小山美姫
- 岩佐歩夢
- 佐藤蓮